# النقل النووي

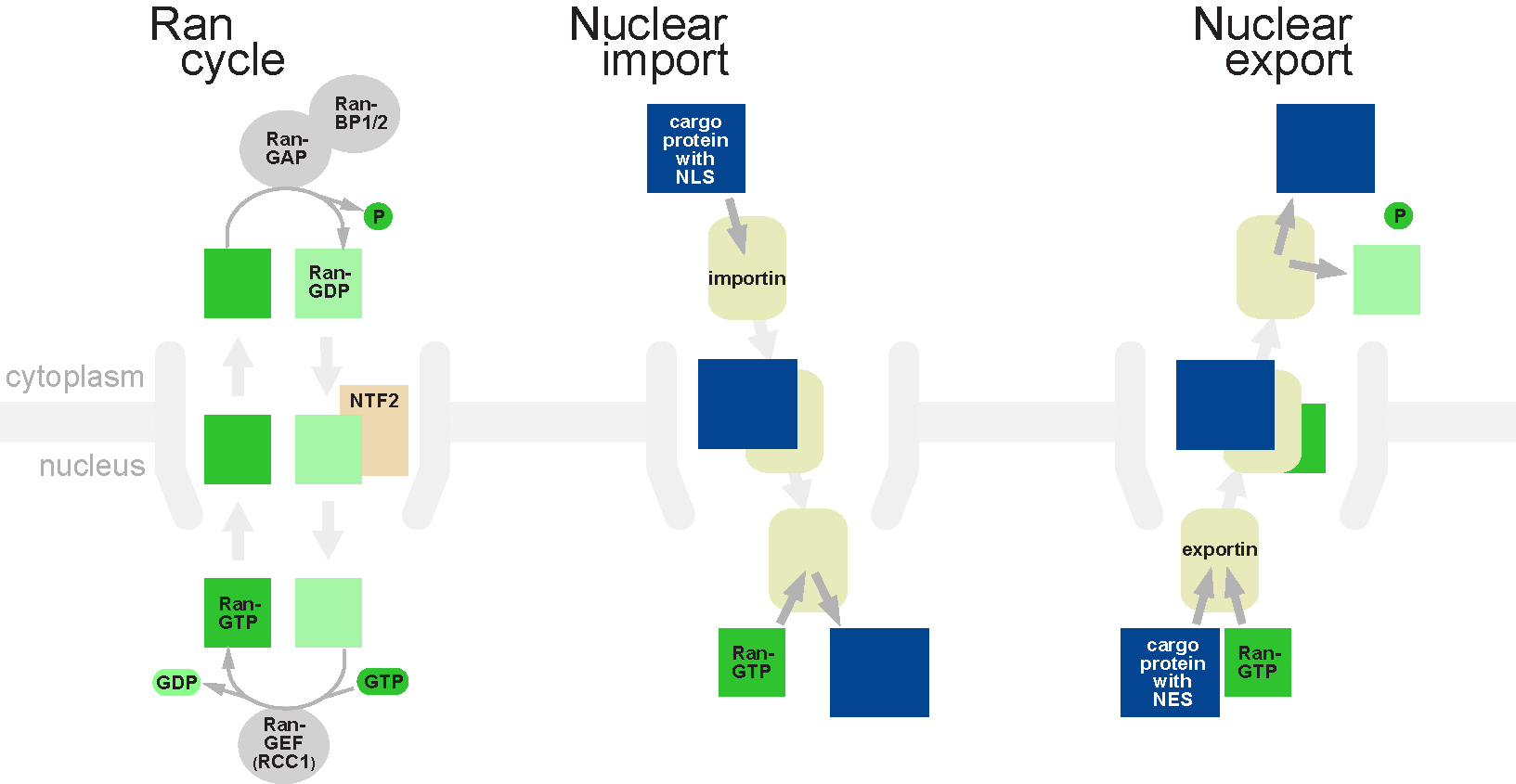

يتم التحكم بشدة في دخول وخروج الجزيئات الكبيرة من نواة الخلية بواسطة معدات المسام النووية. وعلى الرغم من أن الجزيئات الصغيرة يمكن أن تدخل النواة بدون تنظيم، فإن الجزيئات الضخمة مثل الحمض النووي الريبوزي والبروتينات تتطلب الارتباط بعوامل نقل مثل بروتين الكاريوفيرين تسمى مستوردات لدخول النواة و للخروج.
البروتين الذي يجب أن يدخل إلى النواة من السيتوبلازم يحمل إشارات موقع النووي تكون مرتبطة بالمستوردات. و هو سلسلة من الأحماض الأمينية التي تعمل كشعار. فهي متنوعة في تكوينها والأكثر شيوعا انها محبة للماء، على الرغم من وجود تسلسل كاره للماء. البروتينات تنقل الحمض النووي الريبي، والوحدات الريبوسية المأخوذة من النواة بسبب ارتباطها مع مصدرات، والتي تربط تسلسل إشارات تسمى إشارات التصدير النووية. يتم تنظيم قدرة كل من المستوردات و المصدرات لنقل ما تحمله بواسطة بروتين راس المرتبط ب انزيم بروتين ج ثلاثي الفوسفات و، ران.
انزيم بروتين ثلاثي فوسفات الجوانين هو عبارة عن إنزيمات ترتبط بجزيء يسمى غوانوسين ثلاثي الفوسفات ثم يقوم بتحليلها لتكوين ثنائي فسفات الغوانوزين وإطلاق الطاقة. ران هو تشكيل مختلف اعتمادا على ما إذا كان مرتبط ب ثلاثي الجوانين أو ثنائي الجوانين. في حالة ارتبط ب ثلاثي فوسفات الجوانين الخاصة به، فإن Ran قادر على ربط الكاريوفيرين ( المستوردات والصادرات ) . المستوردات باطلاق حمولتها عند ربطها بـ ران ثلاثي الجوانين، بينما يجب على الصادرات ربط ران ثلاثي الجوانين لتشكيل مجمع ثلاثي مع حمولة التصدير الخاصة بها. تعتمد حالة ران النوكليوتيدات السائدة على ما إذا كانت موجودة في النواة (تكون ران ثلاثي فوسفات الجوانين ) أو السيتوبلازم (ران ثنائي فوسفات الجوانين ).
يتم نقل الجزيئات الكبيرة، مثل الحمض النووي الريبوزي والبروتينات، بشكل نشط عبر الغشاء النووي في عملية تسمى دورة النقل النووي.

## الاستيراد النووي
ترتبط بروتينات المستوردة بحمولتها في السيتوبلازم، وبعدها تكون قادرة على التفاعل مع مجمع المسام النووية وتمريرها عبر قناتها. بمجرد الدخول إلى النواة، يتسبب التفاعل مع ران-ثلاثي فوسفات الجوانين في حدوث تغير تمهيدي في عملية الاستيراد مما يؤدي إلى فصلها عن حمولتها. ثم ينتقل المجمع الناتج من المستورد و ران-ثلاثي فوسفات الجوانين إلى السيتوبلازم، حيث يفصل بروتين يسمى بروتين ربط البروتين من المستوردات. يسمح الفصل بالوصول إلى بروتين تنشيط انزيم بروتين ثلاثي فوسفات الجوانين الذي يُلزم ران-ثلاثي فوسفات الجوانين ويُحفز تحلل بروتين ثلاثي فوسفات الجوانين إلى إجمالي الناتج المحلي. ران الناتج المحلي الإجمالي الناتج عن هذه العملية الآن يربط عامل النقل النووي الذي يعيده إلى النيوكليوبلازم. الآن في النواة، يتفاعلؤان-ثنائي الجوانين مع عامل تبادل النوكليوتيدات الذي يحل محلب بروتين ثنائي فوسفات الجوانين مع بروتين ثلاثي فوسفات الجوانين، مما يؤدي مرة أخرى إلى ران-ثلاثي فوسفات الجوانين، ويبدأ الدورة من جديد.

## التصدير النووي
التصدير النووي يعكس عملية الاستيراد تقريبًا. في النواة، يربط المصدر البضائع و بروتين ران-ثلاثي فوسفات الجوانين وينتشر من خلال المسام إلى السيتوبلازم، حيث ينفصل بتعقيد. يربط انزيم بوتين ثلاثي فوسفات الجوانين ويحلل برتين ثلاثي فوسفات الجوانين، ويتم استعادة مجمع بروتين ران- ثنائي فوسفات الجوانين إلى النواة حيث يتبادل ربطه المحدد لـ بروتين ثلاثي فوسفات الجوانين. ومن ثم، تعتمد الواردات على ران-ثلاثي فوسفات الجوانين للتخلص من شحناتها، فإن المصدرات تتطلب ران-ثلاثي فوسفات الجوانين من أجل ربط حمولتها
بروتين مصدر رسول الحمض النووي الريبوزي متخصص يتحرك  إلى السيتوبلازم بعد اكتمال التعديل ما بعد النسخ. تعتمد عملية الانتقال هذه بشكل فعال على بروتين ران، على الرغم من أن الآلية المحددة ليست مفهومة بشكل جيد بعد. توجد بعض الجينات المكتوبة بشكل شائع بشكل خاص بالقرب من المسام النووية لتسهيل عملية النقل.
تصدير الناقل الحمض النووي الريبوزي يعتمد أيضا على التعديلات المختلفة التي يخضع لها، وبالتالي منع تصدير الحمض الريبي النووي النقال تعمل بشكل غير صحيح. آلية ضبط الجودة هذه مهمة بسبب الدور المركزي لـ الناقل للحمض الريبوزي في الترجمة، حيث تشارك في إضافة الأحماض الأمينية إلى سلسلة الببتيد النامية. يسمى مصدر الحمض الريبي النووي النقال في الفقاريات على الصادرات الخاصة بالناقل. وترتبط مباشرة بحمول الحمض الريبي النووي النقال في النواة، وهي عملية يروج لها وجود بروتين ران-ثلاثي فوسفات الجوانين. فالطفرات التي تؤثر على بنية الحمض الريبي النووي النقال تمنع قدرتها على الارتباط بالتصدير، ونتيجة لذلك، يتم تصديرها، مما يوفر للخلية خطوة أخرى لمراقبة الجودة. كما هو موضح أعلاه، بمجرد عبور المجمع الظرف فإنه ينأى ويطلق الحمولات الحمض الريبي النووي النقال في العصارة الخلوية.

## بروتين النقل
ومن المعروف أن العديد من البروتينات لديها كل من إشارة تصدير نووية و تسلسل الترجمة النووية وبالتالي النقل باستمرار بين النواة والسيتوزول. وفي بعض الحالات، يتم تنظيم إحدى هذه الخطوات (أي الاستيراد النووي أو التصدير النووي) ، في كثير من الأحيان عن طريق تعديلات ما بعد الترجمة.
يمكن تقييم رحلات النقل بالبروتين باستخدام اختبار الانصهار